# Centre commercial Águilas Plaza
Águilas Plaza est un centre commercial situé à El Hornillo, une zone résidentielle de l'agglomération d'Águilas (Murcie). S'étendant sur 71 000 mètres carrés (dont 21 500 de surface de vente), il accueille boutiques de prêt-à-porter, de sport, de chaussures, d'électroménager ainsi que des services de restauration, autour d'un hypermarché de l'enseigne Eroski.
À proximité immédiate du centre commercial se trouve le cinéma multiplexe El Hornillo. Le centre Águilas Plaza est situé à environ dix minutes à pied de la place d'Espagne et est desservi par une ligne d'autobus (navettes toutes les vingt minutes).

## Description
L'architecture du centre s'inspire de deux thématiques-phares, les chemins de fer et la mer, deux symboles de la ville d'Águilas. Ainsi, les bancs situés dans la galerie marchande reproduisent des bateaux stylisés, les néons bleus du hall principal symbolisent des vagues, un thème sensible également dans l'aménagement de l'entrée principale, où deux aquariums ont été installés. Une statue de Francisco Rabal accueille les visiteurs à l'entrée du centre commercial.
Le complexe Águilas Plaza est composé de deux niveaux de parkings totalisant 1300 places, auxquels viennent s'ajouter 300 places en extérieur, d'un niveau regroupant l'hypermarché Eroski et une galerie marchande, d'un second niveau de boutiques, établissements de restauration rapide et cafétéria et d'une terrasse.
Le centre commercial est ouvert toute l'année (y compris les dimanches et jours fériés) aux mêmes horaires, savoir de 10 heures du matin à 22 heures. La cafétéria est ouverte du dimanche au jeudi de 10 heures à 1 heure du matin et les vendredi et samedi de 10 heures à 3 heures du matin.

## Inauguration
L'inauguration du centre a eu lieu le 20 mai 2008 à 20 heures 30, en présence de la conseillère à l'économie, Inmaculada García, du maire de la ville, Juan Ramírez Soto, du maire de Lorca, Francisco Jódar Alonso, du délégué du gouvernement de Castille et Léon, Miguel Alejo Vicente, ainsi que de l'ancienne miss Espagne María José Suárez. Au total, 2000 invités ont assisté à cet événement. L'ouverture au public est intervenue dès le lendemain, 21 mai 2008.

## Boutiques

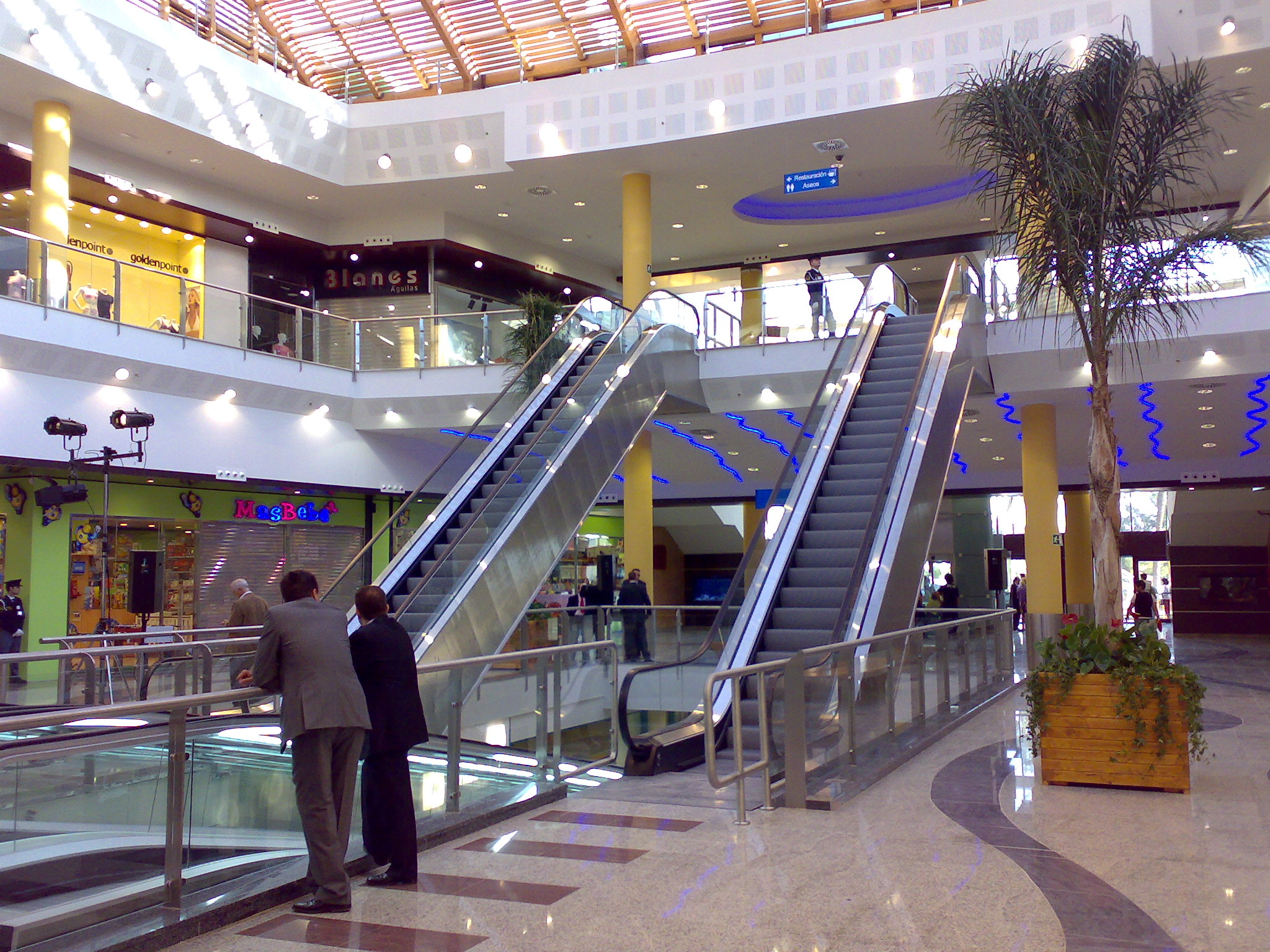
L'intérieur du centre commercial

Les galeries marchandes accueillent des boutiques de mode (C&A, Stradivarius, Springfield, Lefties, Inside, Oysho, Kiddy's Class, Golden Point), de sport (Opción B, Décimas, Blanes Águilas, Deportes Base), de cosmétiques (Parapharmacie, Marvimundo, Ebanni, Druni, Fat Tatoo Boy), de téléphonie mobile et nouvelles technologies (Orange, Vodafone, The Phone House, Phoner & Fun), de bijoux, cadeaux et produits culturels (Joyería José Luis, Zinco, El rincón de María), de jouets et jeux vidéo (Toy Planet, MasBebé, Game) ainsi que des services (distributeurs de billets, réservation de places de spectacle ou de cinéma).
Les boutiques entourent un hypermarché Eroski où sont vendus notamment des produits alimentaires. Le centre commercial accueille également une cafétéria et plusieurs établissements de restauration rapide (Ñam Ñam, Döner kebab, Asiático Wok, Mesón murciano, Carte d´or, Hot Doggy), des bornes d'arcade (jeux vidéo), un bowling et un cinéma multiplexe.